# Deniliquin Rovers Football Club

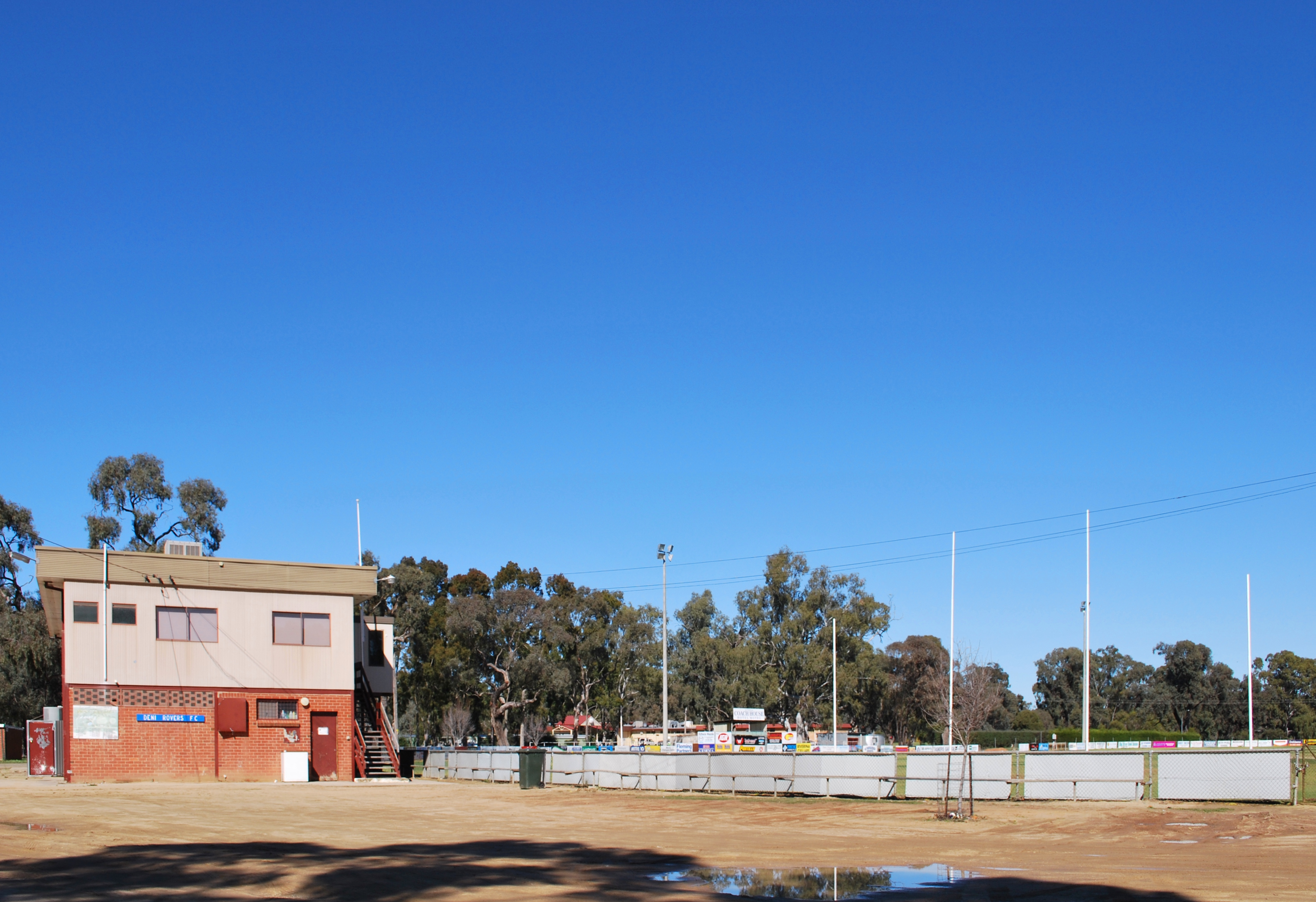
Sân nhà ở Memorial Park

Deniliquin Rovers Football Club, biệt danh  Rovers, là một câu lạc bộ bóng đá kiểu Úc thi đấu ở Picola & District Football League.  Câu lạc bộ có trụ sở ở thị trấn Deniliquin của vùng Riverina.

## Chức vô địch
- Picola & District Football League
  - 4th XVII: 2014